# Gowri Ishwaran
Gowri Ishwaran es una pedagoga de la India.
En el año 2004, el gobierno de la India decidió premiar a Gowri con un Padma Shri por sus contribuciones para la educación en la India.